# 국제결제은행

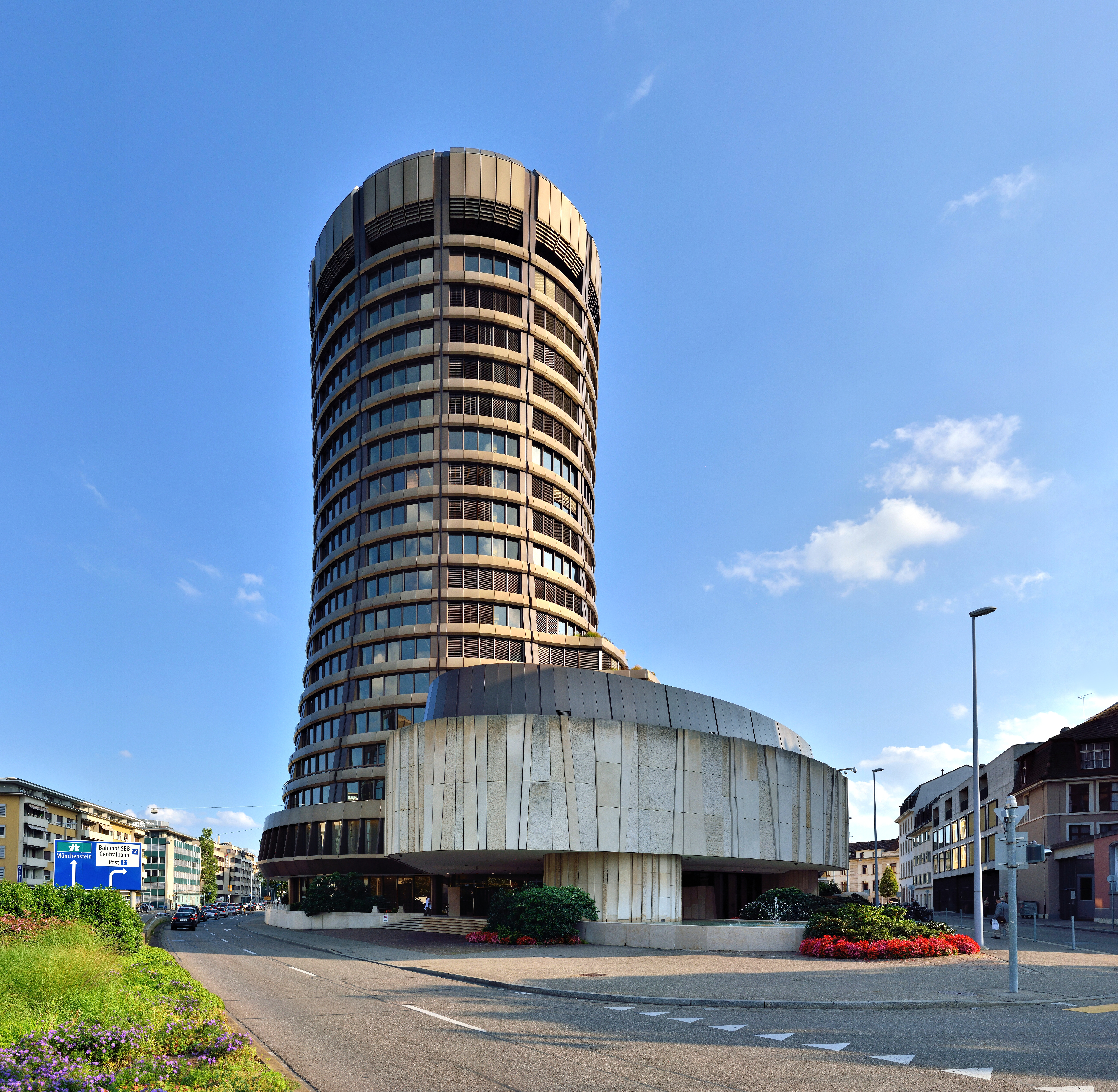
스위스 바젤에 위치한 BIS 본부

국제결제은행(國際決濟銀行, 영어: Bank for International Settlements, BIS)은 중앙은행간의 통화결제나 예금을 받아들이는 것 등을 업무로 하고 있는 은행이다.

## 설립
1930년 제1차 세계대전 후 독일의 배상 문제를 처리하려고 스위스 바젤에 주요한 당사국의 공동출자로 설립되었으며 각국의 중앙은행들 사이의 조정을 맡는 국제기관이다. 국제결제은행은 중앙은행 간과 국제금융계 사이의 정책 분석과 토론의 장을 제공하고 경제와 통화 연구의 중심지 역할을 한다.
본부는 스위스 바젤에 있고 홍콩과 멕시코 멕시코시티에 지부가 있다. 이사회는 각국 중앙은행장들과 이들의 지명·선거로 뽑힌 위원들로 구성되며 매월 월례회를 개최하여 경기·금융 문제 등을 토의한다.

## 회원국

BIS 회원국

58개국이 가입했다:
| 알제리 아르헨티나 오스트레일리아 오스트리아 벨기에 보스니아 헤르체고비나 브라질 불가리아 캐나다 칠레 중국 크로아티아 체코 덴마크 에스토니아 핀란드 프랑스 독일 그리스 홍콩 |  | 헝가리 아이슬란드 인도 인도네시아 아일랜드 이스라엘 이탈리아 일본 대한민국 라트비아 리투아니아 룩셈부르크 마케도니아 말레이시아 멕시코 네덜란드 뉴질랜드 노르웨이 페루 필리핀 |  | 폴란드 포르투갈 루마니아 러시아 사우디아라비아 세르비아 싱가포르 슬로바키아 슬로베니아 남아프리카공화국 스페인 스웨덴 스위스 태국 튀르키예 영국 미국 유럽 중앙은행 |

## 같이 보기
- 글로벌 금융 시스템
- SWIFT
- 중앙은행 디지털 화폐